# Ontvanger-Generaal van Bede
De Ontvanger-Generaal van Bede was bevoegd om de beden (belastingen) te ontvangen, bedoeld om de bijzondere uitgaven van de heerser van het domein (bijvoorbeeld de graaf van Vlaanderen) te financieren. Deze ambtenaar was de centrale instelling voor de inning van het geld.

## Geschiedenis
De eerste keer dat een Ontvanger-Generaal werd ingezet was onder Margaretha II van Vlaanderen, omdat er in 1244 nog geen centralisatie bestond voor alle inkomsten voor het graafschap Vlaanderen. In 1245 werd de naam Receptor generalis in Flandria gebruikt.
In 1262 werd hij gepromoveerd tot algemene centralisatie van het beheer van de grafelijke inkomsten en was daarmee niet meer ondergeschikt aan de kanselier.
Bij aankomst van de hertog Filips de Stoute van Bourgondië in 1384 werden alle inkomsten van Artesië bij de inkomsten van Vlaanderen gevoegd.
Hertog Karel de Stoute verdeelde de macht van de Ontvanger-Generaal in drie, een voor elk van de kwartieren van Vlaanderen (Kwartier van Brugge, Kwartier van Gent, Kwartier van Ieper, Waals Kwartier). Maximiliaan van Oostenrijk voegde er nog twee Ontvanger-Generaals bij.
De laatste wijziging voor deze instelling gebeurde in 1543 door Karel V. Hij stelde twee Ontvanger-Generaals in voor heel Vlaanderen, een voor Oost-Vlaanderen en een voor West-Vlaanderen. Dit hield stand tot de vrede van Utrecht in 1713.